# Alan Irvine
James Alan Irvine (Glasgow, 12 de julho de 1958) é um treinador e ex-futebolista escocês. 
Nascido em Glasgow, Irvine iniciou sua carreira no tradicional Queen's Park, aos dezenove anos. Tendo permanecido durante quatro temporadas com destaque, acabou sendo contratado pelo Everton. Ficou na equipe de Liverpool durante três temporadas, quando acabou recebendo uma proposta do Crystal Palace, que foi aceita. Talvez, o lugar onde mais tenha tido destaque, acabou saindo após três temporadas, para retornar à sua Escócia, defendendo o Dundee United. Porém, não teve o mesmo destaque que na Inglaterra, e acabou retornando, agora, defendendo o Blackburn Rovers. No próprio Rovers, após novamente três temporadas, acabou se aposentando, aos trinta e quatro anos.
Quinze anos após sua aposentadoria, acabou aceitando uma proposta para treinar o Preston North End, em 20 de novembro de 2007. Tendo algum destaque durante sua permanência no clube, acabou sendo demitido em 29 de dezembro de 2009, após ficar dez partidas sem vitórias. Pouco tempo depois, em 8 de janeiro de 2010, foi contrato pelo Sheffield Wednesday. Permaneceria no comando da equipe até 8 de fevereiro de 2011, quando fora demitido, após uma sequência de resultados que não agradou a diretoria.
Assumiu o comando do West Bromwich para a Premier League de 2014–15 em junho de 2014. Porém permaneceu por seis meses, sendo demitido em 30 de dezembro.